# Alexander Feld
Alexander Feld (* 15. Juni 1993 in Krefeld) ist ein deutscher Handballspieler.
Der 1,88 Meter große mittlere Rückraumspieler läuft seit 2022 für den Zweitligisten HSG Nordhorn-Lingen auf.

## Karriere
Alexander Feld begann im Jahr 1999 in seiner Heimatstadt beim SSV Krefeld-Gartenstadt mit dem Handballspiel. 2006 wechselte er zur HSG Düsseldorf. Nach sechs Jahren verließ er die Rheinmetropole und schloss sich dem Zweitligisten SC DHfK Leipzig an, mit dem er in der Saison 2013/14 als Fünfter nur um zwei Punkte den Aufstieg in die 1. Bundesliga verpasste. Im Juli 2014 wurde er vom Bundesligisten HSV Hamburg unter Vertrag genommen. Nachdem der HSV Hamburg im Januar 2016 Insolvenz anmeldete, schloss er sich dem TSV Bayer Dormagen an. Ab der Saison 2016/17 stand er bei der TSG Friesenheim unter Vertrag. Mit Friesenheim stieg er 2017 in die Bundesliga auf. Feld wechselte 2019 zur HSG Wetzlar. Seit dem Sommer 2022 steht er bei der HSG Nordhorn-Lingen unter Vertrag.
Für die deutsche Jugendnationalmannschaft bestritt Feld 69 und für die Juniorenauswahl 35 Länderspiele. Er nahm an je zwei Welt- und Europameisterschaften teil.
Alexander Feld ist von Beruf Sportsoldat.